# Jeffrey Dahmer
Jeffrey Lionel Dahmer (Milwaukee, 21 de maio de 1960 – Portage, 28 de novembro de 1994) foi um assassino em série americano. Dahmer assassinou dezessete homens e garotos, entre 1978 e 1991, a maioria entre os anos de 1989 e 1991. Seus crimes eram particularmente hediondos, envolvendo estupro, necrofilia e canibalismo.
Embora diagnosticado como portador de transtorno de personalidade borderline, transtorno de personalidade esquizotípica e transtorno psicótico, Dahmer foi considerado legalmente são em seu julgamento. Condenado por 15 dos 16 assassinatos que cometeu no estado norte-americano de Wisconsin, foi sentenciado a quinze penas de prisão perpétua em 15 de fevereiro de 1992. Posteriormente, no estado norte-americano de Ohio, Dahmer foi sentenciado a uma 16.ª pena de prisão perpétua, dessa vez pelo homicídio de Steven Mark Hicks, ocorrido em 1978.
Em 28 de novembro de 1994, Dahmer foi espancado até à morte por Christopher Scarver, outro detento, com quem cumpria pena na Columbia Correctional Institution, uma prisão de segurança máxima no estado de Wisconsin.

## Infância, adolescência e primeiro assassinato
Dahmer nasceu em Milwaukee, Wisconsin, no dia 21 de maio de 1960, filho de Lionel e Joyce Dahmer. Sua família por parte de pai tinha ascendência alemã e galesa, enquanto sua mãe era descendente de noruegueses e irlandeses. Quando ainda era criança, seus pais se mudaram com ele para Bath, Ohio, onde estudou na Revere High School. Lá, jogava tênis e tocava clarinete. Dahmer foi inicialmente descrito como uma criança "enérgica e feliz" mas seu temperamento mudou quando passou por uma cirurgia de hérnia inguinal, pouco antes do seu aniversário de quatro anos. Paralelo a isso, o casamento dos seus pais se deteriorou, com as brigas e gritarias se tornando frequentes ao longo dos anos. Assim, conforme foi crescendo, passou a se tornar um solitário e sem receber muito afeto em casa, com seu pai ocupado com suas conquistas acadêmicas e sua mãe sofrendo com várias doenças que a tornaram viciada em remédios. Em 1970, aos 10 anos, Dahmer perguntou ao seu pai Lionel o que aconteceria se ossos de galinha, que eles estavam comendo no jantar, fossem banhados em alvejante. Lionel, acreditando que isso era apenas uma curiosidade normal de criança, demonstrou como usar alvejante e outros produtos químicos e preservar com segurança ossos de animais. Dahmer incorporaria essas técnicas para preservar os ossos de suas vítimas no futuro.
Muitos dos colegas de escola de Dahmer o descreviam como "estranho" e "bizarro" por causa das constantes brincadeiras que praticava, que eram parte de uma tentativa de Dahmer de se entrosar entre os colegas, algo em vão. Ele costumava fingir ataques epilépticos e fazia outras brincadeiras que os alunos de sua escola achavam estranhas, mas estimulavam tal comportamento pois achavam engraçado. Aos 15 anos, seus poucos colegas perceberam que Dahmer era alcoólatra. Posteriormente, Dahmer confirmou que seus desejos e fantasias assassinas começaram nessa época, mas não por causa do alcoolismo. Jeffrey bebia para poder esquecer as coisas que pensava. Ainda na sua adolescência, dissecava animais mortos que encontrava na estrada e tinha até um cemitério particular nos fundos de sua casa.
Quando chegou a puberdade, Dahmer se descobriu como homossexual, algo que não contou aos pais. No começo de sua adolescência, ele teve um breve relacionamento com um garoto de idade próxima a dele, embora não tenham feito sexo. Mais tarde, Dahmer confessou que começou a fantasiar sobre dominação e de exercer completo controle sobre um parceiro submisso. Essas fantasias gradualmente se entrelaçaram com seus hábitos de dissecação. Quando ele tinha por volta de 16 anos, Dahmer concebeu uma fantasia onde deixaria um homem inconsciente, particularmente um corredor que ele achava atraente e então fazer uso sexual do seu corpo. Em uma ocasião, ele se escondeu no mato com um taco de beisebol com o intuito de atacar esse homem em uma de suas corridas matinais; contudo, exatamente naquele dia, o homem não saiu para suas corridas. Dahmer posteriormente disse que esta foi a primeira vez que contemplou matar alguém.
Em 1977, suas notas caíram muito. Naquele mesmo ano, seus pais se separaram. No ano seguinte, conseguiu se formar no ensino médio ao mesmo tempo que seu pai deixou a casa. Alguns meses depois, Dahmer foi abandonado por sua mãe e deixado, então, sem comida, sem dinheiro e com uma geladeira quebrada, com apenas 18 anos. Após o divórcio dos seus pais se formalizar, seu pai se mudou para um hotel próximo, enquanto sua mãe firmou residência em Chippewa Falls, Wisconsin, junto com o irmão mais novo dele, David.
Dahmer cometeu seu primeiro assassinato em 1978, três semanas após sua formatura do colegial. Naquele momento ele já estava morando sozinho. No dia 18 de junho, enquanto dirigia seu carro, ele viu, no canto da estrada, o jovem Steven Hicks (de quase 19 anos), pedindo carona. Dahmer convidou o garoto a ir até sua casa para beber álcool e se distrair um pouco. Hicks, que estava a caminho de um show de música em Lockwood Corners, concordou e os dois ficaram bebendo e ouvindo música por algumas horas. Então Steven Hicks se levantou e disse que estava indo embora, mas Dahmer não queria que ele partisse. Quando Hicks deu as costas para ele, Dahmer o acertou duas vezes com um haltere de 5 kg. Quando o garoto caiu inconsciente, ele o estrangulou até a morte com a barra do haltere. Dahmer então retirou as roupas de Hicks e se masturbou em cima do corpo dele. No dia seguinte, ele levou o seu corpo até o porão e o dissecou, enterrando o seus restos no quintal de trás. Semanas mais tarde, ele exumou o corpo e retirou a carne dos ossos com uma faca. Dahmer depois dissolveu a carne em ácido e se livrou de tudo pela privada. Ele então pegou uma marreta e destruiu os ossos de Hicks.
Seis semanas após o assassinato de Hicks, o pai de Dahmer e sua nova noiva voltaram para casa e viram que ele estava morando sozinho, abandonado. A pedido do pai, no outono, ele se matriculou na Universidade Estadual de Ohio, mas ficou apenas um semestre. Naquela altura, seu abuso com as bebidas alcoólicas estava fora de controle. Seu pai o visitou certa vez e encontrou o filho bêbado no dormitório. Com notas muito baixas e desinteressado, Dahmer largou a faculdade depois de três meses. Em janeiro de 1979, por insistência do pai, Dahmer se alistou no exército. Ele fez seu treinamento básico em Forte Sam Houston, em San Antonio, e depois foi transferido para Baumholder, na Alemanha Ocidental. Ele foi descrito como um soldado normal, com uma folha de serviço comum. Porém, mais tarde, dois militares afirmaram que teriam sido estuprados por Dahmer. Um dos soldados afirmou que Dahmer o drogou e estuprou seu corpo dentro de um veículo blindado de transporte de pessoal. Durante os primeiros meses do seu serviço, ele conseguiu controlar seus impulsos, mas o problema com álcool retornou e sua performance no exército se deteriorou ao ponto que, em 1981, ele recebeu uma dispensa honrosa e uma passagem de avião para ir para onde quisesse dentro do país. Ele então foi para Miami Beach, afirmando que não podia voltar para Ohio pois não queria encarar a decepção do seu pai por outro fracasso. Ele conseguiu alguns empregos, gastando o pouco dinheiro que tinha com bebidas. Pouco tempo depois Dahmer ligou para seu pai e pediu para voltar para casa.
Ele passou semanas com o pai e a madrasta, realizando tarefas domésticas enquanto procurava por um emprego. Seu problema com álcool não diminuiu e ele chegou a ser preso por aparecer bêbado em público. Seu pai tentou buscar ajuda para o filho mas sem sucesso. Então ele pediu para Dahmer se mudar para West Allis, no leste de Wisconsin, para morar com a avó. Os dois tinham um bom relacionamento e seu pai esperava que a influência dela nele podia ser positiva. Inicialmente, Dahmer viveu bem com a avó, fazendo tarefas para ela, acompanhando-a a igreja, procurando emprego e, no geral, vivendo bem sob as regras que ela impunha. No começo de 1982, ele conseguiu um emprego e parecia estar se recuperando. Porém, depois de dez meses ele foi demitido e passou os próximos dois anos desempregado, vivendo do dinheiro que sua avó lhe dava. Em 7 de agosto, ele foi preso por exposição indecente, se mostrando para 25 mulheres e crianças em local público. Ele foi condenado a pagar uma multa.
Em janeiro de 1985, ele começou a trabalhar na fábrica de chocolate Ambrosia, em Milwaukee, das 19h da noite até às 7h da manhã. Dahmer passou então a frequentar saunas e bares gays. Nesse período, suas fantasias de dominação sexual voltaram. Nos encontros sexuais que tinha, Dahmer se queixava que seus parceiros se moviam demais. Ele afirmou que, na época, passou a ver os outros como objetos, não pessoas. Dahmer encontrava-se com os homens, colocava sonífero em suas bebidas e depois os estuprava. Depois de pelo menos doze incidentes deste, Dahmer foi proibido de entrar na sauna gay que frequentava. Algum tempo depois, Dahmer viu no jornal a notícia sobre o enterro de um homem de 18 anos. Ele passou então a entreter a ideia de desenterrar um corpo e abusar dele. Ele tentou fazer isso certa vez mas a escavação o cansou e o chão era duro demais. Em agosto de 1986, Dahmer foi preso após se masturbar em frente a um garoto de 12 anos próximo ao rio Kinnickinnic. Acusado de conduta desordeira, ele foi condenado a um ano em liberdade condicional, tendo também que consultar um psicólogo.

## Sequência de homicídios

### 1987 a 1989
Em 20 de novembro 1987, Dahmer — que na época ainda morava com a avó em West Allis — se encontrou com Steven Tuomi, um rapaz de 25 anos natural de Ontonagon, Michigan, em um bar e o persuadiu a retornar com ele para o Hotel Ambassador, em Milwaukee, onde havia alugado um quarto para a noite. De acordo com Dahmer, ele não tinha intenção de o matar, mas simplesmente de o drogar e violar. Na manhã seguinte, ao acordar, Dahmer encontrou Tuomi abaixo dele na cama, morto com o peito esmagado e o corpo cheio de contusões. Os punhos de Dahmer estavam machucados também. Posteriormente, ele afirmou não ter qualquer lembrança de ter matado Tuomi mas não nega tê-lo feito enquanto estava inconsciente. Dahmer então comprou uma mala grande e a utilizou para transportar o corpo de Tuomi de volta para a casa da avó. Uma semana depois, ele desmembrou o corpo, removendo as pernas, braços e cabeça do torso, e depois removeu a carne dos ossos, colocando os pedaços de carne em pequenos sacos plásticos e os ossos dentro de um lençol e então os esmagou com uma marreta. Todo o processo durou duas horas e então jogou os restos mortais dele no lixo. Nas próximas duas semanas, Dahmer manteve a cabeça de Tuomi embrulhada em um cobertor. Posteriormente, ele ferveu a cabeça da vítima em soilex (um detergente industrial alcalino) e alvejante para tentar preservar o crânio, que ele usou como um estimulo para se masturbar. Algum tempo depois, o crânio acabou perdendo consistência e Dahmer o destruiu e o descartou.
Após o assassinato de Tuomi, Dahmer começou a ativamente procurar novas vítimas, especialmente dentro ou próximo a bares gays, levando-as para a casa da avó. Chegando lá, ele drogava suas vítimas antes ou pouco depois de iniciar um ato sexual com eles. Depois de deixar a vítima inconsciente com pílulas para dormir, ele as matava por estrangulamento. Dois meses após a morte de Tuomi, Dahmer atraiu para a casa da sua avó o prostituto James Doxtator, um índio americano de 14 anos. Para convencê-lo a ir com ele, Dahmer ofereceu 50 dólares e afirmou que apenas tiraria fotos nuas dele. Os dois começaram a fazer sexo e Dahmer drogou Doxtator e o estrangulou no chão do porão. Jeffrey deixou o corpo do garoto por lá por quase uma semana antes de desmembrá-lo, da mesma maneira que havia feito com Tuomi. Ele jogou os restos mortais de Doxtator no lixo, mas ficou com o crânio por um tempo antes de vaporizá-lo.
Em 24 de março de 1988, Dahmer conheceu Richard Guerrero, um homem bissexual de 22 anos, do lado de fora de um bar gay. Ele ofereceu 50 dólares para ele apenas para fazer companhia pela noite; então drogou Guerrero e o estrangulou com uma tira de couro. Dahmer então fez sexo oral no corpo dele e, 24 horas depois, o desmembrou, mantendo seu modus operandi de remover a carne dos ossos, jogar os restos no lixo e reter o crânio por um tempo antes de pulverizá-lo. Um mês mais tarde, em 23 de abril, Dahmer levou outro homem para sua casa e novamente o drogou no porão. Porém tanto ele quanto a vítima ouviram sua avó gritando "É você, Jeff?". Embora Dahmer tenha respondido de uma maneira que desse a entender que ele estava sozinho, sua avó sabia que ele frequentemente levava homens para a casa. Ao perceber isso, Dahmer decidiu esperar a vítima ficar inconsciente e depois o levou para um hospital, poupando-o.
Em setembro de 1988, a avó de Dahmer pediu para que ele se mudasse, afirmando não aguentar mais ver ele trazendo homens tarde da noite para a casa dela. Além disso, o cheiro que emanava do porão estava ficando fortíssimo. Jeffrey então encontrou um apartamento de um quarto na rua North 25th. Em 26 de setembro, um dia após completar sua mudança, Dahmer foi preso por drogar e molestar um garoto de 13 anos, que ele havia levado para o seu apartamento para tirar fotos dele nu. Em janeiro de 1989, ele foi condenado por agressão sexual em segundo-grau e incitar uma criança para fins imorais. A sentença por agressão foi suspensa em maio. Durante um período de duas semanas, Dahmer se mudou novamente para a casa da avó. Dois meses após sua condenação e dois meses antes de sua sentença por agressão sexual, Dahmer assassinou sua quinta vítima. Anthony Sears era um rapaz de 24 anos, de origem multi-racial, que Dahmer conheceu do lado de fora de um bar gay em 25 de março de 1989. Segundo Jeffrey Dahmer, ele se aproximou de Anthony sem intenção de cometer um crime. Dahmer o levou para o porão da avó e fizeram sexo oral, até que Dahmer drogou Anthony e o estrangulou. No dia seguinte, colocou o corpo dele na banheira da avó, onde decapitou o corpo e depois o esfolou. Ele então retirou a carne do corpo dele e pulverizou os ossos, com os restos sendo jogados fora no lixo. De acordo com Dahmer, Anthony era "extremamente atraente" e foi a primeira vítima que ele resolveu guardar partes dos corpos, preservando a cabeça e a genitália dele em acetona. Quando ele se mudou para um apartamento, levou os restos de Anthony junto.
Em 23 de maio de 1989, Dahmer foi sentenciado a cinco anos em liberdade condicional, permitindo que, por um ano, ele continuasse trabalhando e voltando para a prisão a noite. Também foi forçado a se registrar como um criminoso sexual na polícia. Porém, depois de 10 meses ele foi dispensado de continuar a passar as noites na cadeia e começou sua liberdade condicional de cinco anos. Em maio de 1990, Dahmer se mudou para o apartamento Oxford, quarto 213, na rua North 25th, em Milwaukee. A região era notória por ter altos índices de criminalidade, mas era perto de onde trabalhava na fábrica de chocolate e o pagamento de aluguel era de apenas 300 dólares. Ele levou a cabeça mumificada e o pênis de Anthony Sears com ele.

### 1990
Uma semana após se mudar para o apartamento 213, Dahmer matou sua sexta vítima, Raymond Smith, um prostituto de 32 anos. O modus operandi era o mesmo, com Dahmer drogando a bebida da vítima e estrangulando ele. Com uma câmera polaroide, Dahmer tirou várias fotos do corpo de Raymond em posições sugestivas no banheiro do apartamento. Ele cozinhou as pernas, braços e pélvis em uma chaleira de aço com Soilex, o que lhe permitiu enxaguar os ossos na pia. O restante do esqueleto de Raymond foi dissolvido em ácido dentro de um recipiente grande, a exceção do crânio. Dahmer pintou o crânio de Raymond e o guardou ao lado do de Anthony. Em 27 de maio, ele levou outra vítima para seu apartamento, mas acidentalmente tomou a bebida com drogas e acabou inconsciente. Quando acordou, a vítima havia sumido, tendo antes roubado roupas, 300 dólares e um relógio. Dahmer nunca reportou o crime a polícia mas citou o roubo ao seu oficial de condicional.
Em junho de 1990, Dahmer atraiu Edward Smith, de 27 anos, ao apartamento. Ele o drogou e estrangulou logo em seguida. Ao invés de dissolver os restos de Edward em ácido, ele preservou o esqueleto dele no freezer por vários meses na esperança de não reter a umidade. Isso não deu certo e Dahmer acabou acidificando o resto de Edward. Acidentalmente, Dahmer acabou destruindo o crânio da sua vítima, algo que fez com que ele se sentisse mal. Três meses mais tarde, ele atraiu para seu apartamento Ernest Miller, um homem de 22 anos e nativo de Chicago, com uma oferta de 50 dólares para passar a noite com ele. Dahmer tentou fazer sexo oral nele, com Ernest o impedindo afirmando que "isso custaria um extra". Dahmer se afastou e lhe ofereceu uma bebida, que já estava drogada. Como ele não tinha tantos soníferos, a vítima não ficou totalmente inconsciente e Dahmer teve que mata-lo cortando sua veia carótida com uma faca. Ernest morreu em minutos. Levando seu corpo para o banheiro, ele tirou fotos com uma polaroide do cadáver em posições sexualmente sugestivas antes de desmembra-lo. Durante o processo, Dahmer beijava e conversava com o crânio da vítima. Dahmer então embrulhou o coração, os bíceps e as porções de carne da perna de Ernest em sacos plásticos e os colocou na geladeira para consumo posterior. O resto da carne e os órgãos da vítima ele dissecou usando Soilex, separando os ossos da carne. Para preservar o esqueleto, Dahmer colocou os ossos em uma solução de alvejante leve por 24 horas antes de deixa-lo para secar por uma semana; a cabeça dele foi colocada inicialmente num refrigerador antes dele remover a carne do crânio, para depois pinta-lo e revesti-lo com esmalte.
Três semanas após o assassinato de Ernest, Jeffrey Dahmer fez sua oitava vítima. David Thomas, de 22 anos, se encontrou com Dahmer num shopping local e Dahmer o persuadiu a ir até seu apartamento para tomar algumas bebidas. Mais tarde, quando interrogado pela polícia, Dahmer afirmou que não achava David atraente mas tinha medo de deixa-lo ir pois talvez ele ficasse enfurecido por ter sido drogado. Então, após deixa-lo inconsciente com uma alta dose de soníferos, Dahmer o estrangulou e desmembrou seu corpo. Apesar de ter tirado fotos do cadáver desmembrado, ele não manteve para si nenhuma parte do seu corpo. Após esta vítima, Dahmer ficou quase cinco meses sem matar embora algumas vezes tenha tentado atrair homens para seu apartamento. Durante todo o ano de 1990, Dahmer afirmou para seu oficial de condicional que ele estava sofrendo de ansiedade e depressão; frequentemente ele fazia referências a sua sexualidade e seus problemas em se conformar com ela, seu estilo de vida solitário e dificuldades financeiras. Em alguns momentos afirmou ter pensamentos suicidas.

### 1991
Em fevereiro de 1991, Dahmer observou o jovem Curtis Straughter, de 17 anos, numa parada de ônibus. Ele o levou ao apartamento com a promessa de remuneração financeira caso posasse nu para ele, além de incentivos sexuais. Assim como nos outros oito assassinatos, Dahmer drogou a bebida de Curtis e o estrangulou. Após desmembrar seu corpo, ele manteve para si o crânio, as mãos e a genitália de Curtis, tirando várias fotos do processo com sua polaroide. Dois meses depois, em abril, Dahmer encontrou com Errol Lindsey, sua décima vítima, um garoto de 19 anos. Mesmo com Errol sendo heterossexual, Dahmer conseguiu atrai-lo para o seu apartamento, onde o drogou. Enquanto sua vítima estava drogada, Dahmer abriu um buraco na cabeça dele e injetou ácido clorídrico no seu cérebro. Em depoimento posterior, Jeffrey afirmou que fez isso pois queria criar um estado mental de "zumbi" na sua vítima, para deixa-lo completamente submisso e controlável (a fantasia sexual que mais procurava satisfazer). Errol acordou de seu torpor reclamando de dor de cabeça e perguntando que horas eram. Vendo que seu experimento havia falhado, Dahmer então o drogou novamente e o estrangulou. Assim como a maioria das vítimas de Dahmer, Errol Lindsey teve o corpo desmembrado e então foi decapitado, com Dahmer mantendo o crânio para si. O corpo dele foi esfolado e sua pele foi colocada uma solução de água fria e sal por várias semanas, na esperança de retê-la permanentemente. Relutantemente, ele descartou a pele de Errol quando notou que ela havia se tornado muito desgastada e quebradiça.
Durante todo o primeiro semestre de 1991, os moradores do apartamento Oxford, onde Dahmer morava, constantemente reclamavam do forte odor que exalava do seu quarto (o 213), além de barulhos ocasionais de objetos caindo e uma motosserra. O síndico do prédio, Sopa Princewill, contactou Dahmer várias vezes a respeito dessas reclamações, com este afirmando que o cheiro vinha do seu congelador, que constantemente quebrava e estragava sua comida. Depois ele disse que seus peixes tinham morrido e o odor vinha disso, mas sempre falava que daria um jeito nisso.
Em 26 de março de 1991, Jeffrey Dahmer conheceu numa avenida o adolescente laociano Konerak Sinthasomphone, de 14 anos. Por coincidência, Sinthasomphone era o irmão mais novo do jovem que Dahmer havia molestado três anos antes. Ele propôs ao garoto que ele viesse ao seu apartamento para tirar umas fotos com sua polaroide, mas ele resistiu a ideia, cedendo apenas após certa insistência de Jeffrey. Após duas fotos, Dahmer ofereceu uma bebida drogada para ele, que o deixou inconsciente. Dahmer então fez sexo oral nele. Em seguida, perfurou a cabeça de Sinthasomphone e injetou ácido clorídrico no seu lobo frontal. Então ele levou o garoto para seu quarto, onde estava também o corpo de Tony Hughes, de 31 anos, que Dahmer havia matado apenas três dias antes. Posteriormente, em depoimento, Dahmer acreditava que Sinthasomphone recuperou sua consciência e viu o corpo de Tony, mas não reagiu imediatamente devido ao estado de torpor que estava devido ao ácido no seu cérebro. Sinthasomphone ficou inconsciente de novo e então Dahmer aproveitou para ir no bar beber um pouco e comprar mais bebida. Na manhã do dia 27 de março, Dahmer retornou para sua casa e encontrou Sinthasomphone acordado e falando em laociano com três mulheres. Dahmer se aproximou e explicou que o garoto (que ele chamou de John Hmung) era seu amigo e o pegou pelo braço para guia-lo ao seu apartamento. As mulheres não ficaram convencidas e afirmaram que já haviam chamado a polícia. Dois policiais, John Balcerzak e Joseph Gabrish, chegaram e questionaram Dahmer. Ele informou os oficiais que Sinthasomphone era maior de idade, que os dois tinham discutido e ele estava bêbado. As três mulheres continuavam a não acreditar na história de Dahmer, apontando que o garoto parecia resistir a ideia de voltar ao apartamento de Dahmer. Uma delas salientou aos policiais que Sinthasomphone tinha alguns ferimentos, como na cabeça, e que ele sangrava pelo ânus. Um dos policiais, contudo, mandou ela calar a boca e liberou Dahmer, entendendo que ele e o rapaz estavam tendo uma "disputa doméstica". Um dos policiais colocou uma toalha sobre Sinthasomphone e o escoltou até o apartamento, onde deu uma rápida olhada no lugar. Apesar do odor que vinha do local (devido ao corpo em decomposição de Tony Hughes), eles não notaram nada fora do comum. Dahmer até mostrou uma foto de Sinthasomphone seminu, onde ele parecia tranquilo, e isso pareceu convencer o policial de que realmente os dois eram amantes. Se os policiais tivessem olhado melhor o apartamento, teriam visto as partes de corpos humanos e as polaroides macabras de Dahmer. Eles também podiam ter feito uma rápida checagem com a Central sobre Dahmer e teriam verificado que ele era um agressor sexual registrado e já havia sido condenado por molestar uma criança, algo que justificaria uma busca em sua casa. Com Sinthasomphone de volta no apartamento, Dahmer injetou novamente ácido clorídrico no seu cérebro, mas desta vez foi fatal. Dahmer então contactou o seu trabalho e pediu um dia de folga, para se dedicar ao desmembramento de Sinthasomphone e Hughes, retendo o crânio de ambos como uma recordação, dissolvendo a carne do corpo deles em ácido.
Em 30 de junho, Dahmer viajou para Chicago e conheceu o jovem Matt Turner, de 20 anos, numa estação de ônibus. Dahmer convenceu Turner a viajar até Milwaukee com ele para tirar umas fotos profissionais. Dahmer drogou, estrangulou e desmembrou Matt em seu apartamento, conservando o seu crânio e colocando seus órgãos internos em sacolas plásticas e guardando elas no freezer. Turner nunca foi reportado como desaparecido por nenhum familiar ou conhecido. Uma semana depois, ele conheceu Jeremiah Weinberger, de 23 anos, num bar e o atraiu para seu apartamento, querendo passar o fim de semana com ele. Jeremiah foi drogado, como os outros, mas desta vez Dahmer perfurou seu crânio e injetou água fervente no seu cérebro, que o colocou em coma. O jovem faleceu dois dias depois. Em 15 de julho, Dahmer conseguiu atrair Oliver Lacy para seu apartamento, onde os dois tentaram fazer sexo antes de Dahmer o drogar. Desta vez, Jeffrey queria prolongar a vida de Oliver o tanto quanto fosse possível. Após uma tentativa fracassada de deixa-lo inconsciente com clorofórmio, Dahmer pediu novamente ao seu emprego por um dia de folga. Seu patrão aceitou mas no dia seguinte o suspendeu. Dahmer então decidiu matar Oliver (sua décima sexta vítima) via estrangulamento. Ele então fez sexo com o cadáver antes de desmembra-lo, colocando sua cabeça e coração no refrigerador e o esqueleto no freezer. Quatro dias mais tarde, Dahmer foi informado que havia sido demitido do seu emprego. Após receber a notícia, ele foi para as ruas e atraiu Joseph Bradehoft, de 25 anos, para seu apartamento. Joseph foi estrangulado e seu corpo jogado na cama de Dahmer, com um lençol por cima, onde ficou por dois dias. Quando Dahmer finalmente removeu os lençóis, o corpo de Joseph já estava em decomposição e sua cabeça estava cheia de vermes. Ele decapitou o corpo, limpou a cabeça (colocando-a no refrigerador) e depois jogou o torso de Joseph em ácido, junto com os restos mortais de duas de suas vítimas que ele havia matado ao longo do mês anterior. Joseph Bradehoft foi a décima sétima e última pessoa assassinada por Jeffrey Dahmer.

## Prisão

### Captura e confissão
Em 22 de julho de 1991, Jeffrey Dahmer se aproximou de três homens e ofereceu 100 dólares para que um deles o acompanhasse até seu apartamento para um ensaio fotográfico nu, tomar umas bebidas e lhe fazer companhia. Um dos homens, Tracy Edwards, de 32 anos, aceitou a oferta. Ao entrar no apartamento de Dahmer, Edwards notou o cheiro horrível que impregnava o lugar e também viu várias caixas de ácido clorídrico no chão, com Dahmer justificando isso afirmando que estava "limpando tijolos". Depois de os dois conversarem um pouco, Dahmer pediu para Edwards virar a cabeça para ver seu aquário com peixes tropicais e quando ele distraiu o olhar, Dahmer colocou uma algema no seu pulso. O rapaz então perguntou o que estava acontecendo e Dahmer tentou, sem êxito, algemar ambos os pulsos dele juntos. Depois pediu para o acompanhar até ao quarto e se despir para tirar as fotos. Uma vez no quarto, Edwards reparou nas fotos polaroides de homens nus coladas nas paredes e uma televisão onde passava O Exorcista III, numa fita de vídeo. Ele também notou um tambor azul de 215 litros, que era a origem do fedor no apartamento. Brandindo uma faca contra ele, Dahmer afirmou que pretendia tirar fotos dele. Para tentar acalmar Dahmer e mostrar cooperação, Edwards desabotoou sua camisa, afirmando que ele faria o que estava sendo pedido se Dahmer removesse a algema dele e guardasse a faca. Dahmer, contudo, voltou sua atenção para a televisão. Dahmer ficava balançando para a frente e para trás enquanto falava alguma coisa baixo antes de voltar a sua atenção de novo para Edwards. Ele colocou o ouvido contra o peito de Edwards para ouvir a batida do seu coração, afirmando que ia comê-lo.
Edwards continuava afirmando que era amigo de Dahmer, tentando acalmá-lo, dizendo que não tentaria escapar. Edwards havia decidido que ou ele pularia da janela ou ele sairia correndo pela porta na primeira oportunidade. Edwards pediu para usar o banheiro e depois perguntou se poderia sentar-se, com uma cerveja, na sala de estar, onde havia ar condicionado. Dahmer consentiu e os dois foram até sala quando Edwards deixou o banheiro. Alguns momentos depois, ele pediu para um distraído Dahmer novamente para usar o banheiro e quando se levantou, ele percebeu que Dahmer não estava segurando suas algemas. Aproveitando-se disso, Edwards bateu na cara de Dahmer com força, derrubando-o, e depois correu a toda a velocidade em direção à porta.
As 23h30 de 22 de julho, Edwards bateu de frente com dois policiais, Robert Rauth e Rolf Mueller, na esquina da rua North 25th. Os policiais notaram Edwards, um homem negro, com algemas, num bairro com índices de criminalidade acima da média, e se aproximaram com cautela. Edwards afirmou que ele havia sido detido por um "maluco" que colocou algemas nele e então pediu para os policiais as removerem. Quando estes não conseguiram, Edwards concordou em acompanhar os policiais a voltar ao apartamento onde tinha passado as últimas cinco horas. Quando os dois agentes chegaram no apartamento 213, Dahmer, aparentando calma, convidou os policiais para entrar e reconheceu que ele havia colocado as algemas no rapaz, embora não tivesse justificado a ação. Edwards então informou aos policiais que Dahmer apontou uma faca para ele e que isso havia acontecido no quarto. O policial perguntou então onde estava as chaves da algema, com Dahmer respondendo que estavam perto da cama dele. O policial Mueller fez questão de ir pessoalmente pegar as chaves e quando Dahmer disse que ele mesmo podia fazê-lo, o oficial Rauth respondeu de forma ríspida para ele ficar onde estava.
No quarto, Mueller notou que de fato havia uma faca perto da cama. Ele também viu uma gaveta aberta e percebeu que havia várias fotos polaroides dentro e quando olhou elas de perto, ele viu que eram fotos de corpos desmembrados. Olhando aos seus arredores, ele também notou que estas fotos foram tiradas naquele mesmo quarto. Mueller rapidamente saiu do quarto, com as fotos na mão, afirmando "esses são de verdade" e depois gritou "algeme-o". Percebendo o que estava acontecendo, Dahmer resistiu quando o Rauth tentou detê-lo, mas os dois policiais não tiveram muita dificuldade em prendê-lo, o algemando pelas costas e então pediram por reforços. Com Dahmer detido, o oficial Mueller conduziu uma pequena busca pelo apartamento e ao abrir o refrigerador, notou as sacolas com carne humana e uma cabeça decepada de um afro-americano na prateleira de baixo. Enquanto isso acontecia, Dahmer, forçado no chão pelo policial Rauth, virou a cabeça para ele e disse "pelo que fiz, deveria estar morto".
Ainda no meio da noite, especialistas do Escritório de Investigação Criminal de Milwaukee começaram a realizar uma busca minuciosa do apartamento, descobrindo um total de quatro cabeças decepadas na cozinha de Dahmer, enquanto um total de sete crânios, alguns pintados e outros branqueados, estavam no quarto dele e dentro do armário de roupa. Além disso, os investigadores descobriram pingos de sangue gotejando em cima de um tabuleiro na parte inferior do refrigerador de Dahmer, além de dois corações humanos e uma porção de um músculo de braço, tudo dentro de sacos plásticos em cima de gaveta. No seu freezer, havia um torso humano completo além de um saco cheio de órgãos e carne humanas. Em outros locais do apartamento, foi encontrado dois esqueletos inteiros, dois pênis cortados e preservados, um escalpo mumificado e um tambor azul de 215 litros que continha três torsos desmembrados sendo dissolvidos em ácido. Os policiais encontraram ainda um total de 74 fotos polaroide mostrando corpos desmembrados e mutilados das vítimas de Dahmer. O médico legista chefe no local afirmou que o trabalho dos policiais e investigadores no apartamento de Jeffrey Dahmer parecia mais com desmantelamento do museu de alguém do que uma cena de crime real.

"Era um jeito de lembrar suas aparências, sua beleza física. Eu também queria manter ... se eu não pudesse mantê-los lá comigo inteiros, eu pelo menos queria manter seus esqueletos."

Jeffrey Dahmer, relembrando suas motivações em fotografar as vítimas e manter partes dos seus esqueletos, em fevereiro de 1993.
Em 23 de julho de 1991, o dia seguinte a sua prisão, Dahmer começou a ser interrogado pelo detetive Patrick Kennedy sobre os assassinatos que cometeu e as evidências encontradas em seu apartamento. Pelas próximas duas semanas, Dahmer foi interrogado por Kennedy e também pelo detetive Dennis Murphy, totalizando mais de 60 horas de entrevistas. Nestes interrogatórios, Dahmer dispensou seu direito a ter um advogado presente. Ele afirmou: "Eu criei esse horror e faz sentido eu fazer de tudo para acabar com ele". Imediatamente, Dahmer confessou a morte de dezesseis pessoas entre 1987 e 1991, em Wisconsin, e ainda uma morte, Steven Hicks, em 1978, em Ohio, totalizando dezessete assassinatos. A maioria das vítimas foram incapacitadas com drogas, especialmente soníferos, e então foram estrangulados. Pelo menos dois morreram devido a líquidos que ele injetou em seus cérebros, como ácido. Como Dahmer afirmou não se lembrar de como matou Steven Tuomi (pois estava muito embriagado), é impossível saber se ele estava drogado na hora que foi morto. Dahmer posou quase todos os corpos das vítimas em posições sexualmente sugestivas, tipicamente com o peito empurrado para fora, antes de desmembrá-los.
Dahmer também prontamente confessou engajar em necrofilia, incluindo com as vísceras de suas vítimas. Ele primeiramente removia os órgãos internos e então suspendia o torso na banheira e deixava o sangue sair, drenando-o antes de cortar os órgãos que ele não queria reter e aparar a carne do corpo. Os ossos que ele queria se livrar eram pulverizados ou acidificados com soluções de Soilex, e alvejantes para ajudar na preservação dos esqueletos e crânios que pretendia manter. Além disso, Dahmer confessou ter consumido os corações, fígados, bíceps e partes das coxas de várias vítimas mortas no ano anterior.
Falando sobre o motivo do número de vítimas ter aumentado consideravelmente nos dois meses anteriores da sua prisão, Dahmer justificou afirmando que ele havia sido "carregado" por sua compulsão para matar: "Era um desejo incessante e interminável de estar com alguém a qualquer custo. Alguém bonito, muito bonito. Apenas enchia meus pensamentos o dia inteiro". Dahmer também afirmou que queria construir em sua casa um altar com os crânios das vítimas. Ele afirmou que usaria aquele lugar para "meditar".

### Indiciamentos e julgamento
Em 25 de julho de 1991, Dahmer foi oficialmente indiciado por quatro acusações de assassinato em primeiro grau. Em 22 de agosto, foram adicionadas mais onze acusações de homicídio cometidos em Wisconsin. Em 14 de setembro, investigadores de Ohio, tendo descoberto centenas de fragmentos de ossos na mata perto da casa de infância de Dahmer quando ele confessou seu primeiro crime, identificaram dois molares e uma vértebra que o raio-X ajudou a identificar como sendo de Steven Hicks. Três dias mais tarde, Dahmer foi formalmente acusado do assassinato de Hicks, em Ohio.
Dahmer não foi acusado de tentativa de assassinato de Tracy Edwards, ou foi acusado do homicídio de Tuomi. A justificativa para este último foi que o promotor do Condado de Milwaukee estava apenas trazendo acusações onde podia-se provar a intenção além da dúvida razoável, já que no caso de Tuomi, Dahmer não tinha memória do ocorrido e não havia evidências físicas que o crime existiu. Na audiência preliminar, que aconteceu em 13 de janeiro de 1992, Dahmer se declarou culpado, mas legalmente insano, nas quinze acusações de assassinato.
O julgamento de Jeffrey Dahmer começou oficialmente em 30 de janeiro de 1992, com enorme atenção midiática. O juiz Laurence Gram presidiu o julgamento em Milwaukee. Duas semanas antes, Dahmer havia se declarado culpado em todas as quinze acusações. A principal questão para os advogados era tentar provar a sanidade ou insanidade dele, para verificar se ele tinha algum tipo de transtorno, seja mental ou de personalidade. A promotoria afirmava que qualquer problema psicológico que Dahmer tivesse não o impedia de contemplar a criminalidade de sua conduta ou privá-lo da capacidade de resistir a seus impulsos. Já a defesa afirmava que ele sofria de doenças mentais e tinha obsessões e impulsos que era incapaz de controlar. Para provar isso, a defesa contactou vários psiquiatras para avaliar Dahmer. Os médicos Fred Berlin, Carl Wahlstrom e Judith Becker apoiaram a justificativa de insanidade, apontando a necrofilia e parafilia como evidências. Wahlstrom, em particular, mostrou indícios que ele sofria de transtorno de personalidade borderline, transtorno de personalidade esquizotípica, alcoolismo e psicose.
A promotoria rejeitava todas as noções que Dahmer era legalmente insano. Os psiquiatras Phillip Resnick e Park Dietz apontaram que a necrofilia não era evidência de problemas mentais e até constaram que ele podia, essencialmente, não ser um necrófilo, já que ele preferia parceiros sexuais vivos, como evidenciado por seus esforços para criar um "zumbi" submisso de suas vítimas.  Já o doutor Fred Fosdel constatou que Jeffrey realmente sofria de parafilia, mas que não era necessariamente sádico. O doutor Dietz salientou ao tribunal que havia ampla evidência de que Dahmer havia preparado antecipadamente cada assassinato e, portanto, seus crimes não eram impulsivos. Ele também apontou o fato que Dahmer preferia cometer seus crimes enquanto estava embriagado, notando que uma pessoa que tem uma impulsão para matar não beberia antes. Dietzs afirmou: "ele tinha que beber álcool para superar sua inibição, para cometer o crime que ele preferiria não fazer." Dietz notou ainda que Dahmer se identificava com vilões nos filmes que assistia, como Exorcista III e Return of the Jedi, onde os personagens exerciam enorme poder sobre outros. Dietz diagnosticou Dahmer com transtorno de abuso de substâncias, parafilia e transtorno de personalidade esquizotípica.
O tribunal então apontou dois profissionais de saúde mental para avaliar Dahmer de forma independente, sem instruções da acusação ou da defesa, sendo o psiquiatra forense George Palermo e o psicólogo clínico Samuel Friedman. Palermo afirmou que os assassinatos foram resultado de "agressão reprimida dentro dele", completando dizendo: "ele matou aqueles homens porque queria matar a fonte de sua atração homossexual por eles. Ao matá-los, ele matou o que odiava em si mesmo". Palermo diagnosticou Dahmer como um sádico sexual com transtorno de personalidade antissocial, mas "legalmente são". Friedman concordou e afirmou que ele não era "psicótico", dizendo, após conversar com o próprio Dahmer, que ele era "amável, agradável de se estar, cortês, com senso de humor, convencionalmente bonito e charmoso. Ele era, e ainda é, um jovem brilhante". Ele diagnosticou Dahmer com um transtorno não especificado da personalidade, apresentando traços borderline, personalidade obsessiva-compulsiva e traços sadísticos.
O julgamento de Dahmer durou duas semanas. No final, o advogado de defesa Gerald Boyle, em seu argumento de encerramento, voltou a insistir na insanidade do seu cliente, indicando o diagnóstico de quase todos os profissionais de saúde que o avaliaram e apontaram todos os seus transtornos psicológicos. Boyle afirmou que os assassinatos compulsivos de Dahmer foram resultado de "uma doença que ele descobriu, não escolheu". Ele também retratou Dahmer como um indivíduo desesperadamente solitário e profundamente doente "tão fora de controle que não conseguia conformar sua conduta". Já o promotor Michael McCann, falando pela acusação, descreveu-o como um homem são, com total controle de suas ações, que simplesmente se esforçou para evitar a detecção. McCann argumentou que os assassinatos foram cometidos com hostilidade, raiva, ressentimento, frustração ou ódio, e que as quinze vítimas por cujo assassinato ele foi julgado "morreram apenas para proporcionar a Dahmer um momento de prazer sexual". McCann argumentou ainda que, ao se declarar culpado, mas insano, em todas as acusações, Dahmer estava tentando escapar da responsabilidade por seus crimes.
Em 15 de fevereiro de 1992, a corte declarou Dahmer legalmente são, com dois dos doze jurados demonstrando dissidência a respeito da posição de que ele não sofria de doenças mentais no momento dos seus crimes. Como a pena de morte havia sido abolida em Wisconsin desde 1853, o juiz Gram não a considerou como punição possível para Dahmer, mas ele recebeu, no final, quinze condenações por homicídio em primeiro grau, sendo sentenciado a prisão perpétua por cada acusação. Três meses após o julgamento em Milwaukee, Jeffrey foi extraditado para Ohio para responder pelo seu primeiro assassinato, de Steven Hicks. A corte se reuniu por 45 minutos. Dahmer se declarou culpado e recebeu sua décima sexta sentença de prisão perpétua em 1 de maio.
O pai de Dahmer, Lionel, e sua madrasta, Shari, requisitaram a corte um encontro privado de dez minutos com o filho antes dele partir para o Instituto Correcional de Colúmbia para servir sua sentença. O juiz aceitou o pedido e pai e filho se reencontraram e trocaram abraços e desejos de felicidade.

### Encarceramento

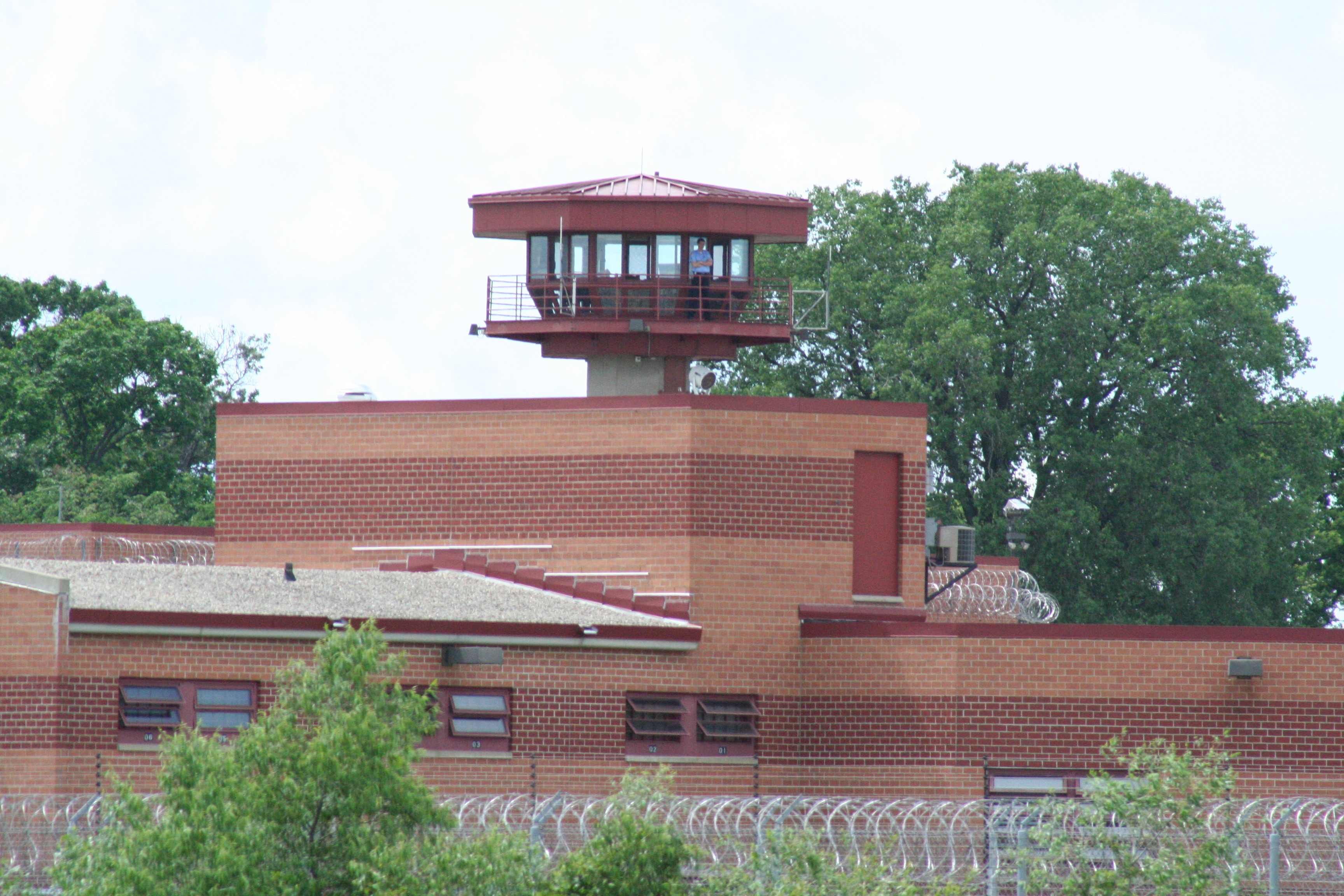
O Instituto Correcional de Colúmbia, em Portage, Wisconsin, onde Dahmer cumpriria sua pena. Ele foi morto lá, em 1994.

Após a sentença, Dahmer foi enviado para o Instituto Correcional de Colúmbia, uma penitenciária de segurança máxima em Portage, Wisconsin. Ele foi imediatamente colocado na solitária por quase um ano devido a preocupações com sua segurança caso ele tivesse contato com outros presos. Em 1993, ele foi transferido (com seu consentimento) para uma ala menos segura da prisão, onde foi designado para uma turma de trabalho de duas horas por dia responsável por lavar os banheiros compartilhados.
Na prisão, Dahmer se voltou para a religião. Durante sua confissão, em 1991, ele pediu ao detetive Murphy por uma bíblia. Dahmer, que já vinha de um lar cristão, se voltou de vez para o cristianismo e se tornou um "cristão nascido de novo". A pedido do seu pai, ele começou a ler literatura criacionista do Institute for Creation Research. Em maio de 1994, Dahmer foi batizado na prisão por Roy Ratcliff, um ministro da Igreja de Cristo. Até novembro do mesmo ano, Ratcliff visitou Dahmer pelo menos uma vez por semana onde conversaram sobre o prospecto da morte, com ele perguntando se estava "pecando contra Deus ao continuar vivo". Em uma entrevista com Stone Phillips, da Dateline NBC, Dahmer afirmou: "Se uma pessoa não pensa que existe um Deus responsável, então qual é o sentido de tentar modificar seu comportamento para mantê-lo dentro de limites aceitáveis? É assim que eu penso, de qualquer maneira."
Em julho de 1994, enquanto voltava de um encontro com o ministro Ratcliff na capela da prisão, Dahmer foi atacado pelo preso Osvaldo Durruthy, que tentou cortar sua garganta, sofrendo apenas ferimentos superficiais. Segundo a família de Dahmer, ele foi para a prisão pronto para morrer, dizendo que aceitava qualquer punição que viria contra ele. Após sua condenação, além do contato constante com o pai, Dahmer ficou mais próximo da mãe, Joyce, após quase uma década afastados. Nas suas ligações semanais, Joyce demonstrava preocupação com a saúde física do filho, com Dahmer respondendo: "Não importa, mãe. Eu não me importo se algo acontecer comigo."

#### Morte
Na manhã de 28 de novembro de 1994, Dahmer deixou sua cela para realizar seus trabalhos designados, junto com outros dois presos: Jesse Anderson e Christopher Scarver. Os três foram deixados sem supervisão, por vinte minutos, enquanto trabalhavam na limpeza dos chuveiros da academia da prisão. As 8h10 da manhã, o corpo de Dahmer foi encontrado no chão do banheiro, com extensos ferimentos na cabeça e no rosto. O agressor foi Scarver, que estava cumprindo pena por um homicídio que cometeu em 1990, que acertou Dahmer com uma barra de metal de 51 cm. Depois ele se voltou contra Anderson e o acertou também. Dahmer, contudo, não morreu imediatamente e ele foi levado para o hospital da prisão, mas foi pronunciado morto uma hora mais tarde. O médico constatou que a cabeça dele também tinha sido batida contra a parede várias vezes. Anderson morreu devido aos seus ferimentos dois dias depois. Depois de acertar ambos, Scarver voltou para sua cela e informou um guarda: "Deus me mandou fazê-lo. Jesse Anderson e Jeffrey Dahmer estão mortos." Scarver afirmou que não tinha planejado o ataque com antecedência, porém, mais tarde, confirmou que escondeu a barra de metal antes para usa-la no ataque. Em 2015, Scarver, em uma entrevista, afirmou que "Dahmer não se arrependeu de seus crimes", e ele sabia que Jeffrey era impopular com os outros presos, e até os provocava, requerendo uma escolta de um guarda sempre que deixava a sua cela. Ele afirmou que estava revoltado com os crimes de Dahmer e decidiu agir. Scarver sugeriu que os funcionários da prisão deixaram Dahmer sozinho com ele, esperando que algo acontecesse, mas isso nunca foi confirmado.
Ao saber da morte de Dahmer, sua mãe Joyce respondeu, irritada, à imprensa: "Agora todo mundo está feliz? Agora que ele foi espancado até a morte, isso é bom o suficiente para todos?". A resposta das famílias das vítimas assassinadas por ele, ao saberem do que aconteceu, foi mista, mas muitos expressaram alívio com a morte dele. O promotor responsável pelo julgamento de Dahmer afirmou que Scarver não era um "herói" e que a morte dele ainda era um homicídio. Em maio de 1995, Christopher Scarver recebeu mais duas sentenças de prisão perpétua pelos assassinatos de Anderson e Dahmer.
Dahmer afirmou em seu testamento que não queria qualquer tipo de serviço funerário e que seu desejo era ser cremado. Cientistas e acadêmicos, contudo, queriam estudar o cérebro dele para tentar entender melhor a fisionomia de um assassino em série. Sua mãe concordava com isso, mas seu pai foi contra. Um juiz determinou então que o testamento de Dahmer deveria prevalecer, após seus pais finalmente concordarem com a cremação. Em setembro de 1995, seu corpo foi cremado e suas cinzas divididas entre seus pais.

## Legado
Jeffrey Dahmer é considerado um dos assassinos em série mais notórios da história dos Estados Unidos. A crueldade e sadismo dos seus assassinatos, somado ao fato de praticar necrofilia e canibalismo, chocou o público. Dahmer escolhia vítimas que viviam a margem da sociedade, cujo desaparecimento não chamaria muita atenção das autoridades. De fato, alguns dos assassinados não foram sequer reportados como desaparecidos até algum tempo depois. Com exceção de uma vítima heterossexual e outra bissexual, todos os alvos de Dahmer eram gays como ele. Ativistas de direitos LGBT afirmaram que um dos motivos para as autoridades não se importarem em pegar Dahmer ou pôr ele como prioridade foi o fato de suas vítimas serem homossexuais. Havia também um componente racial. Das suas dezessete vítimas, apenas dois eram brancos (os dois primeiros), com um sendo nativo americano, um era multi-racial, outros quatro eram de diferentes raças e nove deles eram afro-americanos. Em entrevistas depois de preso, Dahmer negou que havia em seus ataques qualquer aspecto racial. "Eu simplesmente escolhia a pessoa que achava mais atraente, independente da raça", Jeffrey falou em um programa da CBS em 1993.
Os poucos bens que Dahmer tinha passaram para as famílias das vítimas. Contudo, ao invés de vende-los, as famílias concordaram em destruir tudo. O apartamento onde Dahmer cometeu seus crimes foi demolido em 1992. Vigílias foram feitas em homenagens às vítimas, em 1992 e em 1994.
A família de Dahmer também foi afetada. Seu pai Lionel escreveu um livro, A Father's Story (1994), onde em vários momentos culpou sua negligência na criação dele e afirmou que era perceptível ao longo dos anos as mudanças na personalidade do filho. Lionel deu uma boa parcela dos lucros da venda do livro para as famílias das vítimas. Lionel também disse que ele e sua nova esposa não mudariam de sobrenome e disseram que amavam Jeffrey, apesar dos seus crimes terríveis. A maioria das famílias das vítimas demonstrou apoio a Lionel e deram uma resposta positiva ao livro dele, mas duas famílias processaram ele por usarem o nome do seu parente assassinado sem o consentimento deles. Uma outra família, a de Steven Hicks, processou os Dahmers também mas por homicídio culposo, exigindo reparações, argumentando que a negligência parental deles resultou na morte de Hicks. O caso foi dispensado pouco tempo depois por uma corte.
Joyce Flint, a mãe de Jeffrey, faleceu em 2000. Antes de sua morte, ela já tinha tentado suicídio pelo menos uma vez. Já David, o irmão mais novo de Dahmer, mudou seu sobrenome e hoje vive em anonimato.

### Vítimas conhecidas
Ao todo, Jeffrey Dahmer confessou ter assassinado dezessete vítimas, mas foi condenado pela morte de dezesseis delas (a exceção foi Tuomi).
- Steve Hicks, 18
- Steven Tuomi, 25
- James Doxtator, 14
- Richard Guerrero, 22
- Anthony Sears, 24
- Raymond Smith, 32
- Edward Smith, 27
- Ernest Miller, 22
- David Thomas, 22
- Curtis Straughter, 17
- Errol Lindsey, 19
- Tony Hughes, 31
- Konerak Sinthasomphone, 14
- Matt Turner, 20
- Jeremiah Weinberger, 23
- Oliver Lacy, 24
- Joseph Bradehoft, 25